# Antonín z Padovy

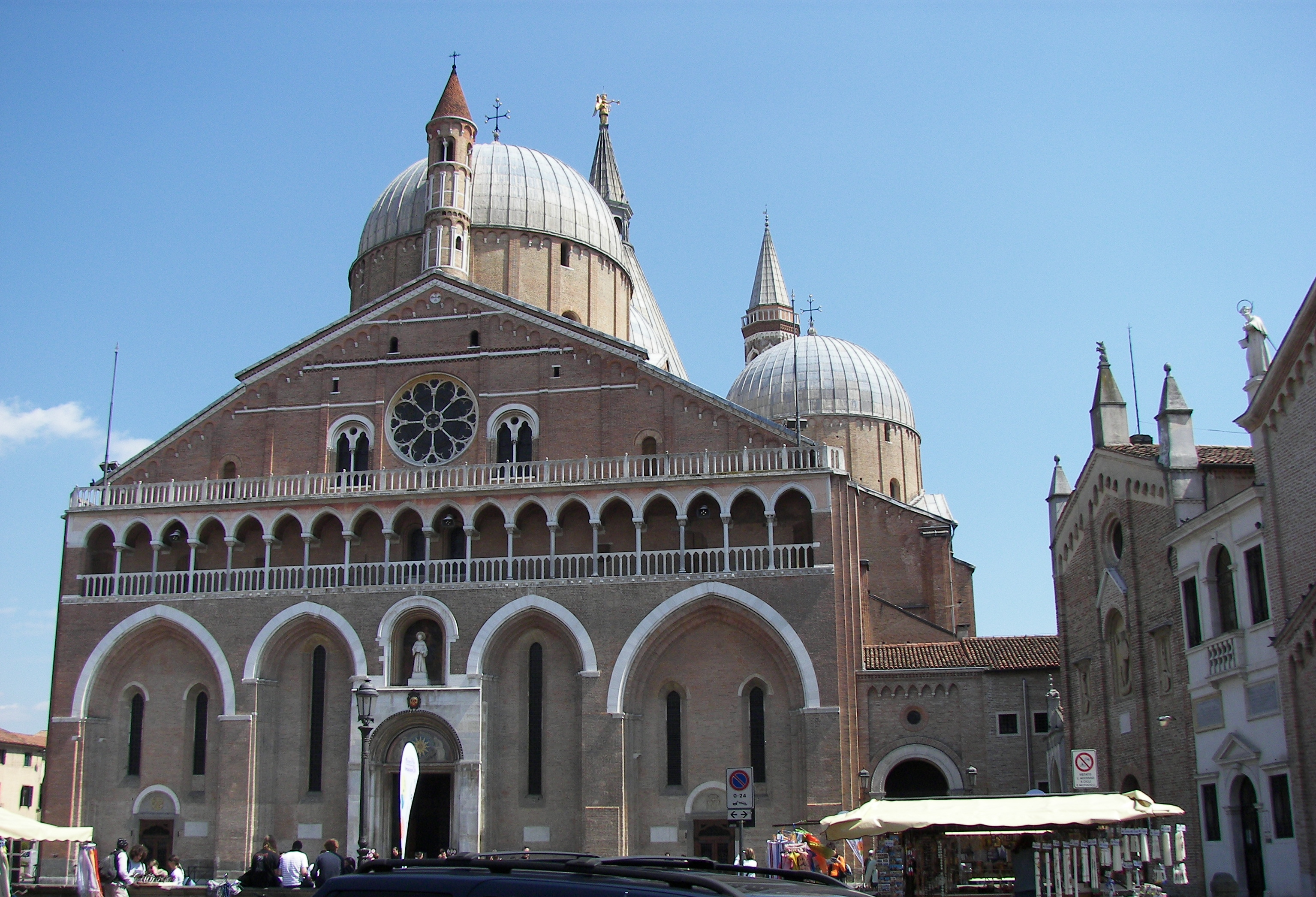
Bazilika sv. Antonína v Padově, vystavěná u hrobu světce

Svatý Antonín z Padovy (běžně též Antonín Paduánský, někdy též Antonín z Lisabonu; 15. srpna 1195 Lisabon – 13. června 1231 Padova) byl portugalský františkánský mnich, teolog a kazatel. Jde o jednoho z nejproslulejších svatých, který je uctíván po celém světě. Je oblíben také u umělců (např. El Greco, Francisco Goya). Katolická církev jej prohlásila roku 1232 za světce a roku 1946 za učitele církve.

## Život

### Mládí
Narodil se v Lisabonu kolem roku 1195 a křestním jménem se původně jmenoval Ferdinand (portugalsky Fernando). Jeho matka Marie pocházela ze slavného rodu Treverů. Přesto svého syna vychovávala spíše po křesťansku než po šlechticku. V patnácti letech vstoupil do řádu augustiniánů v Lisabonu. Ti se věnovali převážně hlubokému studiu Bible. V tomto oboru se Antonín stal uznávaným specialistou. Ale v Lisabonu za ním chodili příbuzní a vyrušovali ho ze studií, proto požádal o přeložení do kláštera v Coimbře. Zde získal značné teologické vzdělání. Bylo mu 25 let.
O několik let později zemřelo v Maroku několik františkánů mučednickou smrtí a jejich těla byla převezena do Portugalska. Jejich pohřbu se účastnil i Antonín. Hluboce to na něj zapůsobilo a přál si tyto mučedníky následovat.
Vystoupil z řádu augustiniánů a vstoupil k františkánům v Coimbře. Zde přijal jméno Antonín. Posléze odjel do severní Afriky působit mezi muslimy. Záhy po příjezdu do Afriky ale onemocněl a několik měsíců se léčil. Musel se vrátit do Evropy. Loď ale ztroskotala a bouře ji vrhla na sicilské pobřeží.

### V klášteře u Forli

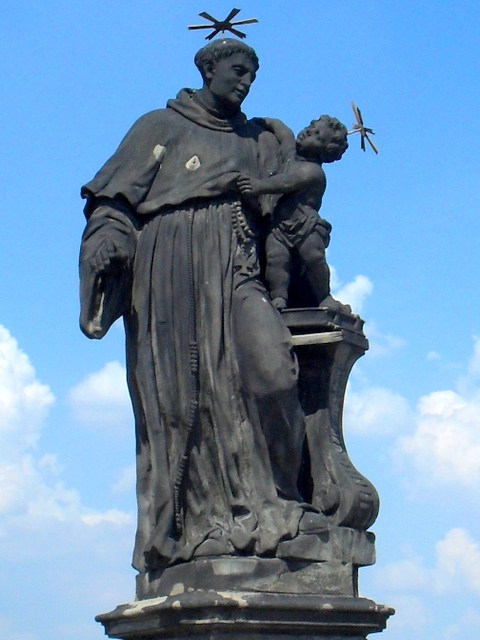
Sousoší Svatého Antonína Paduánského na Karlově mostě

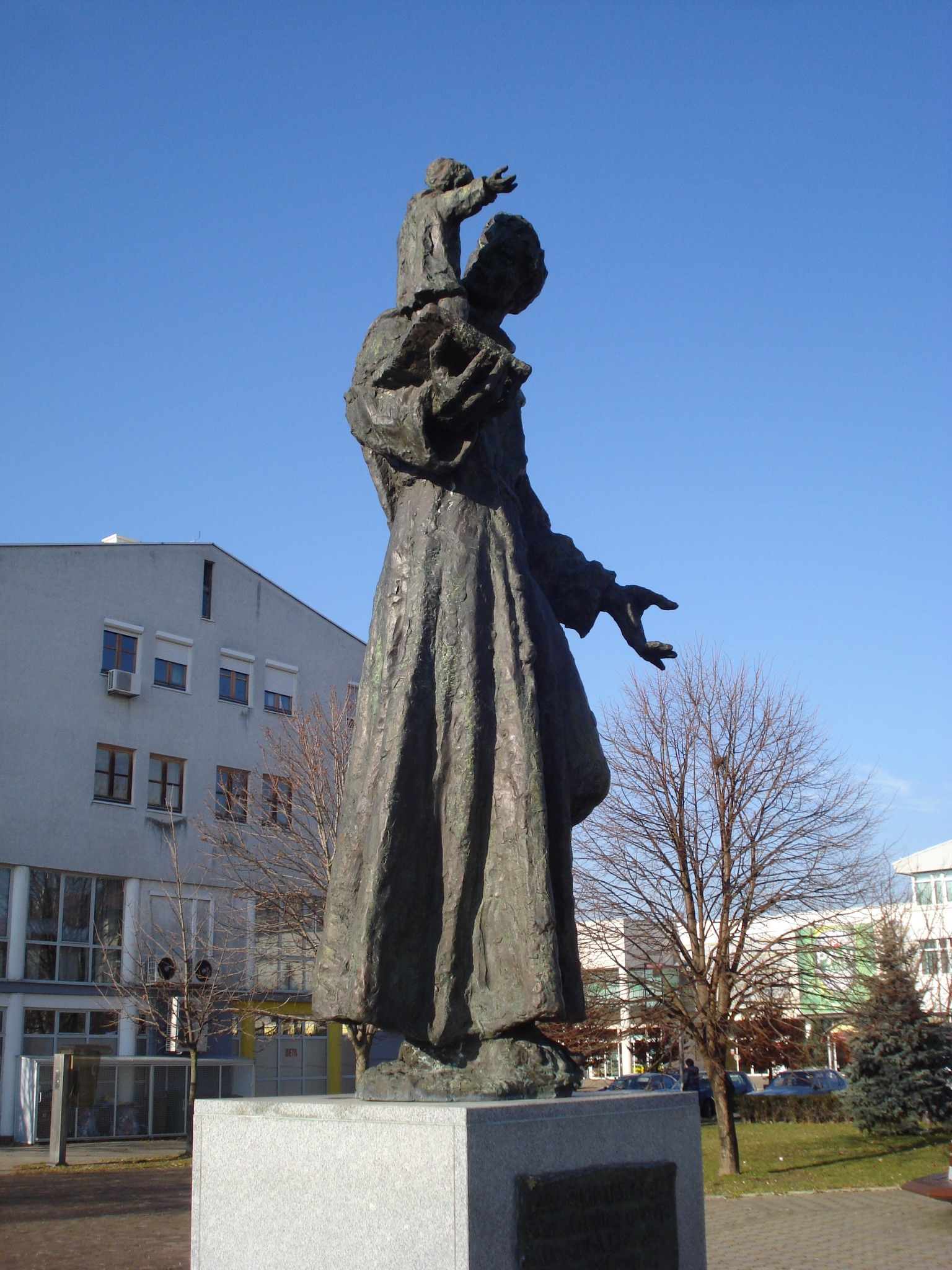
Socha sv. Antonína v Čakovci, Chorvatsko

Antonín pak pobýval v klášteře v Messině. Poté, co se alespoň částečně uzdravil, odebral se v roce 1221 do Assisi, kam byla svolána valná schůze bratří řádu sv. Františka, aby poznal zakladatele řádu – sv. Františka. Setkal se s ním a prosil jej, aby byl přijat do některého z italských klášterů. Neuspěl, protože ještě nebyl zdravotně zcela v pořádku.
Nakonec byl přece jen přijat. Vstoupil do malého kláštera u Forli, kde tou dobou žili jen čtyři řeholníci. Antonín byl velice pokorný, mlčel o svém původu a vzdělání a konal ty nejhorší práce. Po čase byl poslán přímo do Forli, aby tam přijal kněžské svěcení. Ve Forli se nacházelo mnoho řeholních čekatelů kněžství, františkáni a dominikáni. Před slavnostním jídlem byli vyzváni, aby někdo pronesl duchovní řeč. Nikdo nechtěl, tak začal mluvit Antonín. Nejprve mluvil prostě a nesměle, posléze ale začal mluvit velice výmluvně a se značnou učeností. Všichni žasli. Následně byl vyslán na studia a věnoval se kazatelství.

### Kazatel
Antonín kázal v kostelích, na náměstích a dokonce třeba na plážích. Někdy jej údajně poslouchalo až třicet tisíc lidí. V legendě se vypráví, že v Rimini mu nechtěl naslouchat nikdo a tu ryby vystrčily hlavy z vody, aby slyšely jeho kázání. Všichni obyvatelé Rimini se po tomto zázraku obrátili.
Jiná legenda praví, že se jednou svatý Antonín nestihl vrátit do svého kláštera a zůstal tedy jako host hraběte Zina Camposampiera v Padově. Hostitel viděl Antonína, jak v rukách chová Jezulátko (takto také bývá často vyobrazen).
V Padově se stávalo, že si lidé přicházeli zajistit místa v kostele blízko kazatelny již v noci, jen aby Antonína dobře slyšeli. Nikdo na kázání nechodil nákladně oblečen, protože bylo známo, že Antonín to nemá rád.
V Toulouse bylo v tu dobu středisko sekty katarů, a i zde měla Antonínova kázání značnou odezvu. Antonínovi se začalo říkat „kladivo na kacíře“. Přes tuto hrozivě znějící přezdívku Antonín vůči sektářům nevystupoval násilně ani vulgárně. Dokázal si však získat jejich zájem a úctu svou vlídností a výmluvností, čímž je přiměl ke shodě s církevní autoritou. "Byl však přísný a nebojácný, nemilosrdný k utiskovatelům bezbranných a hříšnému kléru." Založil několik klášterů a usadil se v Padově. Jednou jej slyšel kázat papež Řehoř IX. a nazval jej „archou Písma svatého“. Po Antonínových kázáních zanechávali zhýralci svého života a káli se, dlužníci byli propouštěni z vězení. Některá z Antonínových kázání se zachovala. 
Kazatelské činnosti se věnoval 9 let.

### Smrt a svatořečení
Antonínovo zdraví bylo velice chatrné a zcela vyčerpán se roku 1231 usadil v Campo di San Pietro blízko Padovy. Dne 13. června téhož roku tam zemřel. Bylo mu teprve 35 let. Svatořečen byl roku 1232, jedenáct měsíců po své smrti. Byl to nejkratší proces svatořečení v dějinách církve. 
Jeho hrob v Padově se stal poutním místem.

## Kult
Svatý Antonín byl velmi oblíben na moravském Slovácku i v bývalé německé části jižní Moravy, a to jak u Moravanů, tak i u Němců. Už v polovině 17. století vznikala svatoantonínská bratrstva, která z darů zbožných věřících stavěla a udržovala jemu zasvěcené kaple (např. v Perné 1652, v Dolních Kounicích 1654, v Blatnici pod sv. Antonínkem 1668). Tyto poutní kaple se stavěly na vyvýšených místech, aby na poutníky působila i krása kraje.
Zobrazován bývá jako mladý muž s Ježíškem v náručí a lilií v ruce.